# Chiesa ortodossa montenegrina

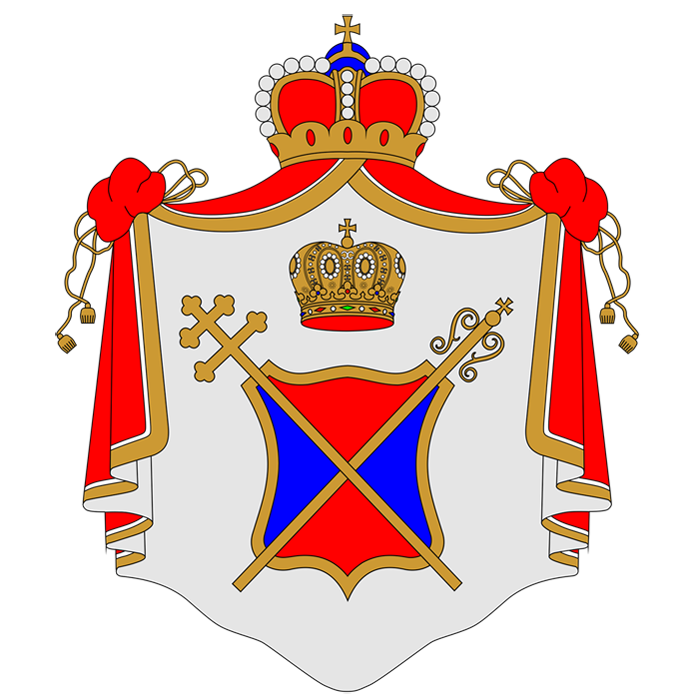
Stemma della Chiesa ortodossa montenegrina

La Chiesa ortodossa montenegrina (in montenegrino: Crnogorska Pravoslavna Crkva) è una Chiesa ortodossa canonicamente non riconosciuta. Essa è presente in Montenegro, nazione di cui è originaria, e in alcuni altri paesi che ospitano la diaspora dei fedeli montenegrini.

## Storia
La Chiesa ortodossa montenegrina affonda le sue radici storiche nell'antica eparchia di Zeta, molto tempo dopo nota come metropolia del Montenegro, la quale sarebbe stata eretta nel 1219 da San Saba, primo arcivescovo primate della Chiesa ortodossa serba.
L'antica diocesi di Zeta (metropoli montenegrina) avrebbe cominciato a reggersi in modo autocefalo, cioè, canonicamente indipendente, dalla fine del XV secolo e gli inizi del XVI.
Dal 1516, con il decesso di Ivan il Nero, il vescovo del Montenegro cominciò ad esercitare il governo civile sulle tribù del Montenegro; la sua autorità infatti era "sopra le tribù", il che dava certa centralità non solo spirituale ma anche governativa ai Montenegrini che resistevano all'Impero ottomano.
Il vescovo del Montenegro veniva eletto fra le diverse tribù, e dopo la sua morte si eleggeva un altro appartenente ad un'altra tribù, facendo in questo modo un governo rotativo; questo sistema imperò fino al 1697 quando si stabilì la dinastia episcopale dei Petrović fondata dal metropolita Danilo I. Questa particolare dinastia era possibile grazie alla successione dagli zii ai nipoti, dato che i vescovi, essendo monaci, non avevano figli.
La metropoli ortodossa montenegrina era indipendente sia dalla Chiesa serba sia dal patriarcato di Costantinopoli, i quali erano sotto il rigido controllo dell'amministrazione civile dell'Impero ottomano contro cui lottavano le tribù slave del Montenegro. Questa particolare situazione politica fece sì che la Chiesa montenegrina si tenesse isolata dalle Chiese ortodosse vicine per qualche secolo. Tuttavia quella autocefalia di fatto di cui godeva la Chiesa montenegrina sarebbe diventata formale e riconosciuta canonicamente dopo la dissoluzione del patriarcato di Peć nel 1766.
Chi spiega in modo magistrale la situazione ecclesiastica e politica in cui dovette destreggiarsi la Chiesa ortodossa del Montenegro in quell'epoca non è un erudito montenegrino, né serbo, ma uno degli ultimi grandi santi russi, l'arcivescovo Giovanni (Maximovich) della ROCOR, che scrisse al riguardo: “....(il patriarcato ecumenico)...sarebbe giunto al culmine della sua espansione territoriale verso la fine del secolo XVIII, dato che in quel tempo includeva tutta l'Asia Minore, la totalità della Penisola Balcanica unitamente alle sue isole attigue - a eccezione del Montenegro - da quando le altre Chiese indipendenti dei Balcani vennero dissolte per fare parte del patriarcato ecumenico. Il Patriarca ecumenico aveva ricevuto da parte del Sultano turco, persino prima della conquista di Costantinopoli, il titolo di Millet Bash, cioè "testa del popolo", e quindi venne ritenuto capo della totalità della popolazione ortodossa dell'Impero Turco"
È evidente, in questo contesto, l'accorgersi del motivo per cui sia il patriarcato serbo che il patriarcato di Costantinopoli non riconobbero per diversi secoli l'indipendenza della Chiesa montenegrina. Una delle più notorie particolarità della Chiesa montenegrina dell'era del Vladikato (governo dei vescovi o vladika) è che il suo metropolita rivestiva autenticamente il posto di massima autorità civile, fatto inedito in tutta l'Europa ortodossa.
La Chiesa del Montenegro avrebbe esercitato un governo teocratico di successo per oltre tre secoli, e tuttavia, dimostrò una grande tolleranza religiosa. Esistono piccole cappelle - e ancora oggi ne restano alcune — erette durante quell'epoca le quali hanno due altari, uno ortodosso e l'altro cattolico. Queste cappelle furono costruite per uso comune di ambedue le comunità cristiane che si trovavano minacciate dai turchi islamici.
Un'altra particolarità notoria della Chiesa ortodossa montenegrina è che i suoi vescovi, e qualche monaco, partecipavano attivamente nella guerra, cosa estranea alla tradizione bizantina dei popoli vicini. San Pietro di Cettigne era famoso per comandare personalmente il suo esercito durante le battaglie.
I chierici secolari (preti sposati) non portarono anterì (sottana), né barba, fino al XIX secolo molto inoltrato, in ragione del fatto ch dovevano combattere, molto spesso personalmente, contro i turchi per difendere la popolazione. Per questo motivo i preti erano soliti vestire da secolari, portare armi e il tradizionale baffo montenegrino, allo scopo di non essere identificati quali preti dall'invasore islamico, se erano fatti prigionieri. Se fossero stati riconosciuti, avrebbero subito lunghe ed indicibili torture prima di essere giustiziati.
Le motivazioni storiche su cui si basa l'istituzione legale e costituzionale della Chiesa ortodossa del Montenegro sono chiaramente esposte dal famoso erudito Valtazar Bogosić, sul suo libro in cui afferma che: "La Chiesa ortodossa montenegrina è un'eparchia indipendente ed autocefala, la quale non ha altro legame legale con le altre Chiese autocefale tranne che nella pace e nell'amore". Sulla stessa lunghezza d'onda si esprimeva il rispettato storico e canonista ortodosso, dottor Nikodin Milas, che nel suo libro Pravoslavno crkveno pravo ("Diritto ecclesiastico ortodosso")() accenna al catalogo chiamato Sintagma: un elenco nel quale figurano tutte le Chiese ortodosse riconosciute di quel tempo. Sul Sintagma pubblicato ad Atene nel 1855, con l'approvazione del patriarcato di Costantinopoli, la «Metropoli autocefala del Montenegro» (Autokefalna Mitropolija Crnogorska) è elencata al nono posto.
Alcuni storici serbi, come il professor Cupić, distinguono due periodi nella storia della Chiesa ortodossa autocefala del Montenegro: il primo periodo comprende il tempo precedente il riconoscimento della sua indipendenza da parte del Santo Sinodo della Chiesa ortodossa russa, mentre il secondo periodo comprende il tempo della piena indipendenza successiva a tale riconoscimento. La grande maggioranza degli studiosi che scrissero su questo argomento concordano che: "con l'abolizione del patriarcato di Peć nel 1766, Sava (Petrović Njegoš) si proclamò metropolita indipendente e la Chiesa ortodossa del Montenegro continuò le sue attività indipendenti spalleggiata dalla Chiesa ortodossa russa, che riconobbe la sua autocefalia durante il tempo di Petar I (Petrović Njegoš); questo spiega la ragione per cui i metropoliti montenegrini ricevevano la loro consacrazione episcopale nella città russa di San Pietroburgo e non in Serbia.
L'ultimo metropolita della dinastia Petrović, fu vladika Petar II, che avrebbe governato dal 1830 al 1851, con la sua morte sarebbe morta anche una delle ultime teocrazie europee. Il metropolita Petar II sarebbe subentrato da suo nipote Danilo, che si rifiutò di essere consacrato vescovo ed assunse il governo quale principe secolare (Knjaz). A partire dal governo del lnjaz Danilo la Chiesa si separò dallo Stato.
Con il processo d'istituzione del Regno di Jugoslavia, l'ancestrale ed indipendente Chiesa del Montenegro fu costretta a sciogliersi nel patriarcato serbo, sotto il governo del reggente serbo, Alessandro I di Jugoslavia, nel 1920.
Da menzionare che lo stesso Regno del Montenegro sarebbe sparito quale Stato sovrano per far parte del Regno di Jugoslavia. È in quel contesto politico che la Chiesa ortodossa montenegrina sparisce dalla storia. L'ultimo metropolita della Chiesa ortodossa montenegrina di questo periodo fu vladika Mitrophan Ban.

## Attualità
Nel 1993 sorge il primo movimento per il ripristino della Chiesa ortodossa del Montenegro, dopo 73 anni di assenza. Questo si produce nell'ambito della drammatica disintegrazione della Jugoslavia comunista. Il suo primo metropolita fu vladika Antonije (Antonio), che governò la ripristinata Chiesa ortodossa Montenegrina tra il 1993 e il 1996.
Vladika Antonije, che era stato un monaco tonsurato presso il monastero serbo di Dečani (Kosovo) nel 1933, aveva esercitato per tanti anni il suo lavoro pastorale presso la Chiesa ortodossa serba, e a partire dal suo esilio (nel 1961) avrebbe continuato il suo ministero presso la Orthodox Church of America (OCA) in Canada.
Nel 1997, dopo la sua morte, fu succeduto da un altro chierico montenegrino, Miraš Dedeić, che esercitava il suo lavoro pastorale a Roma, presso la cattedrale di Sant'Andrea (patriarcato ecumenico), che venne eletto come metropolita Mihailo.
L'archimandrita Mihailo sarebbe stato consacrato vescovo da sette vescovi del patriarcato bulgaro, che in quegli anni si trovava diviso in due fazioni. Il 15 marzo si tenne la sua consacrazione episcopale nella città di Sofia. Subito dopo la sua consacrazione episcopale, lo scisma nella Chiesa bulgara venne risolto, ed i vescovi consacranti di vladika Mihailo furono accettati nei loro ranghi nel patriarcato bulgaro, dove continuano a rivestire le loro cariche fino al giorno d'oggi.
Il metropolita Mihailo venne intronizzato a Cettigne, antica capitale del Montenegro, il 31 ottobre 1998. La Chiesa ortodossa montenegrina venne riconosciuta come organizzazione religiosa dal governo del Montenegro nel 2001. La posizione della Chiesa ortodossa montenegrina si è rinsaldata maggiormente dopo l'indipendenza del Paese nel 2006, continuando ad operare in contemporanea a quella ortodossa serba.
Con l'avvento dell'indipendenza, la Chiesa ortodossa del Montenegro incominciò un processo di rinsaldamento anche presso la sua diaspora. In questo ambito, il metropolita Mihailo, nel compimento del decimo anniversario dell'intronizzazione, quale capo della Chiesa montenegrina, procedette a consacrare vescovi (31 ottobre 2008), assieme a vladika Symeon (Minihofer) (già membro del Sinodo greco veterocalendarista di Kyprianos), al vladika Gervasio, vescovo di Nevrokop, del Sinodo bulgaro e un altro vescovo, l'odierno vladika Gorazd, quale vescovo per l'Argentina, dove esiste una comunità ortodossa montenegrina organizzata, nella provincia del Chaco.
Nel 2010 il sinodo della Chiesa ortodossa del Montenegro era composto da 3 vescovi:
- Sua beatitudine il metropolita Mihailo di Cettigne e tutto il Montenegro.
- l'arcivescovo Symeon di Cattaro.
- il vescovo Gorazd, per l'eparchia dell'Argentina.

Dal 2024, la Chiesa ortodossa montenegrina è guidata dall'arcivescovo di Cattigne e Metropolita del Montenegro Boris.

### La Chiesa in Italia
Il metropolita Mihailo ha firmato il decreto di costituzione dell'eparchia italiana e ne ha approvato lo statuto. Il vescovo eparca per l'Italia è l'arcivescovo Symeon di Cattaro che manterrà la sua sede in quella città e sarà titolare dell'eparchia italiana.
L'eparchia attualmente è costituita da due decanati, uno per il Lazio ed uno per la Sardegna. Tutti i sacramenti vengono amministrati ai fedeli montenegrini e, più in generale, a tutti i fedeli ortodossi.

### Tradizione liturgica
Sono utilizzati il rito bizantino e il calendario giuliano. La festa del santo più venerato è quella di san Pietro di Cettigne, il giorno 18 ottobre (calendario giuliano) o il 31 ottobre (secondo il calendario gregoriano).
La lingua liturgica della Chiesa è l'antico slavo ecclesiastico (anche il montenegrino).
Nella diaspora sono usate diverse lingue per tutti i servizi liturgici.

### Rapporti con le altre giurisdizioni ortodosse
La Chiesa ortodossa montenegrina intrattiene rapporti canonici con la Chiesa ortodossa di Bielorussia, la Chiesa Ortodossa di Macedonia e con alcune Chiese Ortodosse Greche-Vetero Calendariste.
La Chiesa ortodossa serba non ha riconosciuto la sua autocefalia e afferma che la Repubblica del Montenegro sia parte del suo territorio canonico, in quanto durante il governo del reggente serbo Alessandaro, la Chiesa ortodossa montenegrina avrebbe accettato di divenire una semplice diocesi. La Chiesa ortodossa del Montenegro non ha dunque rapporti canonici con la Chiesa serba e di conseguenza neppure con i restanti patriarcati che sono in comunione con il patriarcato serbo.
Secondo un sondaggio del 2020 condotto da CEDEM, circa il 10% dei cristiani ortodossi del Montenegro ha optato per la Chiesa ortodossa montenegrina, mentre circa il 90% dei fedeli ha optato o è rimasto con la Chiesa ortodossa serba, nella Chiesa ortodossa orientale canonica.
La Chiesa ortodossa montenegrina reclama all'incirca 600 chiese, che, secondo la sua visione, sarebbero attualmente"occupate" dalla Chiesa ortodossa serba.